# Hasely Crawford
Hasely Joachim Crawford (San Fernando, 1950. augusztus 16. –) Trinidad és Tobagó-i atléta, rövidtávfutó. Az 1976-os montréali olimpián ő szerezte hazája első és 2012-ig egyetlen olimpiai aranyérmét.

## Sportpályafutása
Tizenhét éves korában kezdett versenyszerűen atletizálni. 100 méteres síkfutásban hatszoros trinidadi bajnok volt, 1976-ban elnyerte a bajnoki címet 200 méteren is. A nemzetközi versenyeken 1970-ben mutatkozott be: harmadik helyezést szerzett 100 méteren a nemzetközösségi játékokon. Két évvel később meglepetésre a döntőbe verekedte magát a müncheni olimpián. A fináléban nem kísérte szerencse, térdszalag sérülés miatt a verseny feladására kényszerült.
1975-ben a pánamerikai játékokon második lett 100 méteren. Ezután az Egyesült Államok válogatottjának edzője vette át a felkészülésének irányítását, aki remek munkát végzett. 1976-ban csak néhány versenyen indult el, a taktika bevált. Ha kevéssel is, de legyőzte Montréalban a jamaicai Donald Quarrie-t, ezzel megszerezve Trinidad és Tobago első olimpiai aranyérmét. Crawford bekerült a 200 méter döntőjébe is, de sérülés miatt nem ért el eredményt. 1977-ben közép-amerikai és karibi bajnokságot nyert 100 méteren.
Crawford Trinidadot négy olimpián képviselte, indult a moszkvai és a Los Angeles-i olimpiai játékokon is, de nem jutott döntőbe.  2000-ben az évezred trinidadi atlétájának választották.

## Fordítás
- Ez a szócikk részben vagy egészben  a   Hasely Crawford című angol Wikipédia-szócikk fordításán alapul.  Az eredeti cikk szerkesztőit annak laptörténete sorolja fel. Ez a jelzés csupán a megfogalmazás eredetét és a szerzői jogokat jelzi, nem szolgál a cikkben szereplő információk forrásmegjelöléseként.